# Kanton Cusset
Der Kanton Cusset ist ein französischer Wahlkreis im Département Allier in der Region Auvergne-Rhône-Alpes. Er umfasst vier Gemeinden im Arrondissement Vichy. Durch die landesweite Neuordnung der französischen Kantone wurde er 2015 neu geschaffen.

## Gemeinden
Der Kanton besteht aus vier Gemeinden mit insgesamt 17.990 Einwohnern (Stand: 1. Januar 2022) auf einer Gesamtfläche von 63,67 km²:
| Gemeinde          | Einwohner 1. Januar 2022 | Fläche km² | Dichte Einw./km² | Code INSEE | Postleitzahl |
| ----------------- | ------------------------ | ---------- | ---------------- | ---------- | ------------ |
| Bost              | 180                      | 9,48       | 19               | 03033      | 03300        |
| Creuzier-le-Neuf  | 1.235                    | 10,88      | 114              | 03093      | 03300        |
| Creuzier-le-Vieux | 3.246                    | 11,38      | 285              | 03094      | 03300        |
| Cusset            | 13.329                   | 31,93      | 417              | 03095      | 03300        |
| Kanton Cusset     | 17.990                   | 63,67      | 283              | 0304       | –            |

Sein Zuschnitt entspricht demjenigen des ehemaligen Kantons Cusset-Nord mit dem Unterschied, dass der neue Kanton die Gemeinde Cusset in ihrer Gesamtheit umfasst.

## Politik
| Vertreter im Départementsrat | Vertreter im Départementsrat     | Vertreter im Départementsrat |
| Amtszeit                     | Namen                            | Partei                       |
| ---------------------------- | -------------------------------- | ---------------------------- |
| 2015–                        | Annie Corne Jean-Sébastien Laloy | –                            |